# Frits Fronz
Friedrich „Frits“ Oskar Fronz, als Bühnenschauspieler auch geführt unter Fritz Fronz, als Sänger und Filmschauspieler Frank Roberts und als Drehbuchautor Marcel Troussant, (* 9. Mai 1919 in Wien; † 29. August 1990 in Klosterneuburg) war ein österreichischer Theaterschauspieler, Autor, Sänger, Organisator von Großveranstaltungen, Filmschauspieler, Drehbuchautor, Produzent und Regisseur von Erotikfilmen sowie Grünen-Politiker, einer der schillerndsten Persönlichkeiten in Österreichs Nachkriegszeit.

## Leben und Wirken
Der Sohn von Oskar Fronz senior gehört zu den Vergessenen der deutschsprachigen Filmbranche, obwohl er mit seinen frühen Erotikfilm-Inszenierungen eine Zeit lang als österreichischer Walter Boos oder Eberhard Schroeder galt. Dementsprechend sind nur wenige biografische und bisweilen, weil von Fronz in Umlauf gebracht, auch falsche Informationen von ihm überliefert. Gesichert ist, dass er nach dem Besuch des Max Reinhardt Seminars in seiner Heimatstadt Wien kurz nach Ausbruch des Zweiten Weltkriegs die gesamten verbleibenden Kriegsjahre bis zur von Propagandaminister Joseph Goebbels verfügten Schließung aller reichsdeutschen Bühnen im Sommer 1944 dem Burgtheater-Ensemble angehörte, lediglich unterbrochen in der Spielzeit 1942/43, als er vorübergehend in der Wehrmacht seinen Dienst ableisten musste.
Als Fronz 1947 um eine Varietékonzession bei der Gemeinde Wien nachsuchte, wurde dieser Antrag abschlägig beschieden, weil er, wie es hieß, „Mitglied der ehem. NSDAP., Ortsgruppenpropagandaleiter der Ortsgruppe Viadukt und Mitglied der SA“ gewesen sein soll. Fronz, der sogar behauptet hatte, 1944/45 dem österreichischen Widerstand angehört zu haben, bestritt dies. Dennoch erhielt er keine Konzession ausgestellt. In den folgenden Jahren fand Fronz nur mühsam Anschluss an die Theater- und Kulturszene seines Landes, weitere (von ihm behauptete) Theateraktivitäten können derzeit nicht nachgewiesen werden. Stattdessen wirkte er von 1955 bis 1965 mit nur mäßigem Erfolg als Schlagersänger (Maloja, Schau dir deine Freunde gut an) und verbesserte sein Einkommen mit Geschichten, die in Groschenheften veröffentlicht wurden. 1964 vom Komponisten Paul Milan während der Wiener Internationalen Gartenschau im Donaupark (WIG), die Fronz organisatorisch mitbetreute, dazu ermuntert, es doch einmal im Filmgeschäft zu versuchen, nahm Fronz einen erneuten Berufswechsel vor und versuchte von der europaweit grassierenden Sexfilmwelle zu profitieren.
Zunächst debütierte er noch im selben Jahr 1964 unter seinem bereits etablierten Künstlernamen Frank Roberts in Milans frühem Nudistenfilm Das Mädchen mit dem Mini als Schauspieler. Ab 1967 inszenierte Fronz in den kommenden paar Jahren mit minimalen Budgets Sex- und Erotikfilme in Österreich, die so verheißende Titel wie Sexkarussell – Via Erotica, Total versext und Roulette d’amour trugen und denen der Hautgout von schmieriger Altherrenphantasie anhaftete. Mit seinem knappen Œuvre gilt Fronz gemeinsam mit Eddy Saller als Begründer des Trash- und Erotikkinos im Österreich der 1960er Jahre. „Milans MÄDCHEN MIT DEM MINI und Fronzens eigener ROULETTE D’AMOUR sind als Folge altersgeil-sonnige, halb improvisierte Stümperwerke, in denen Fronz seinen welken Körper durch allerhand ihm entgegenschmachtendes, nacktes Frauenvolk navigiert und sinnierend vor sich hin pafft, während ein Bilderbuch-Wien wie nachkolorierte alte Postkarten an einem vorüberzieht.“
Bereits 1972 endete die kurzlebige Regiekarriere des Sexfilm-Experten Friedrich „Frits“ Fronz, und er wandte sich wieder anderen Feldern zu. Die Stadt Wien beauftragte ihn, zehn Jahre nach der ersten Wiener Gartenschau, auch bei der Gartenschau 1974 organisatorisch mitzuwirken. Friedrich Fronz wurde damit betraut, mit der von ihm dafür gegründeten Erholungs-Veranstaltungs-Ausstellungsgesellschaft (EVA GmbH, später AVG) den in die Gartenschau integrierten Vergnügungspark zu betreiben. Offensichtlich lief aber in der Organisation trotz Fronz' Eigenlob einiges schief, sodass er in der Presse als „WIG-Pleitier“ tituliert wurde. Etwa zeitgleich engagierte sich Fronz offensichtlich für eine ökologische Politik in Österreich, die Parteigründung einer der diversen „grünen“ Parteien im Österreich der 1970er Jahre, wie von ihm behauptet, kann jedoch nicht nachgewiesen werden. Hingegen ist bestätigt, dass Fronz von 1980 bis zu seinem Todesjahr 1990 im Gemeinderat seiner Heimatstadt Klosterneuburg bei Wien saß. 1982/83 gab er schließlich eine Zeitschrift heraus, die zuerst „Grüne Mitte Österreichs für Wien, Niederösterreich und Burgenland“ und später „Grünes Österreich“ hieß. Wenig später suchte er wieder ein neues Betätigungsfeld. 1984 konstatierte die Zeitschrift Profil süffisant: „Fritz Fronz, Hansdampf in allen Polit-Gassen, notorischer Ordensgründer und derzeit grüner Gemeinderat von Klosterneuburg, startet zu einer neuen Karriere: Er wird Umweltkonsulent von Niederösterreichs Landeshäuptling Siegfried Ludwig.“
Friedrich „Frits“ Fronz, Burgschauspieler, Schlagersänger, „Ordensgründer“, Ausstellungsmanager, Filmschauspieler, Sexfilmregisseur und bürgerlicher Grünen-Politiker, starb am 29. August 1990 in seiner Wahlheimat Klosterneuburg. Er wurde am 7. September 1990 auf dem Wiener Zentralfriedhof beerdigt.

## Filmografie
als Regisseur, wenn nicht anders angegeben
- 1964: Das Mädchen mit dem Mini (nur Schauspieler)
- 1967: Allein – mit dem Tod! (nur Produktion)
- 1967: Total versext (Männer in den besten Jahren erzählen Sexgeschichten) (auch Drehbuch, als Marcel Troussant)
- 1967: Sexkarussell – Via Erotika (auch Schauspieler und Drehbuch als Marcel Troussant)
- 1969: Baron Pornos nächtliche Freuden / Roulette d’amour (auch Schauspieler und Drehbuchautor)
- 1971: In allen Stellungen
- 1972: Sex-Report blutjunger Mädchen (auch Schauspieler und Drehbuch, als Marcel Troussant)